# 塔比韋雷

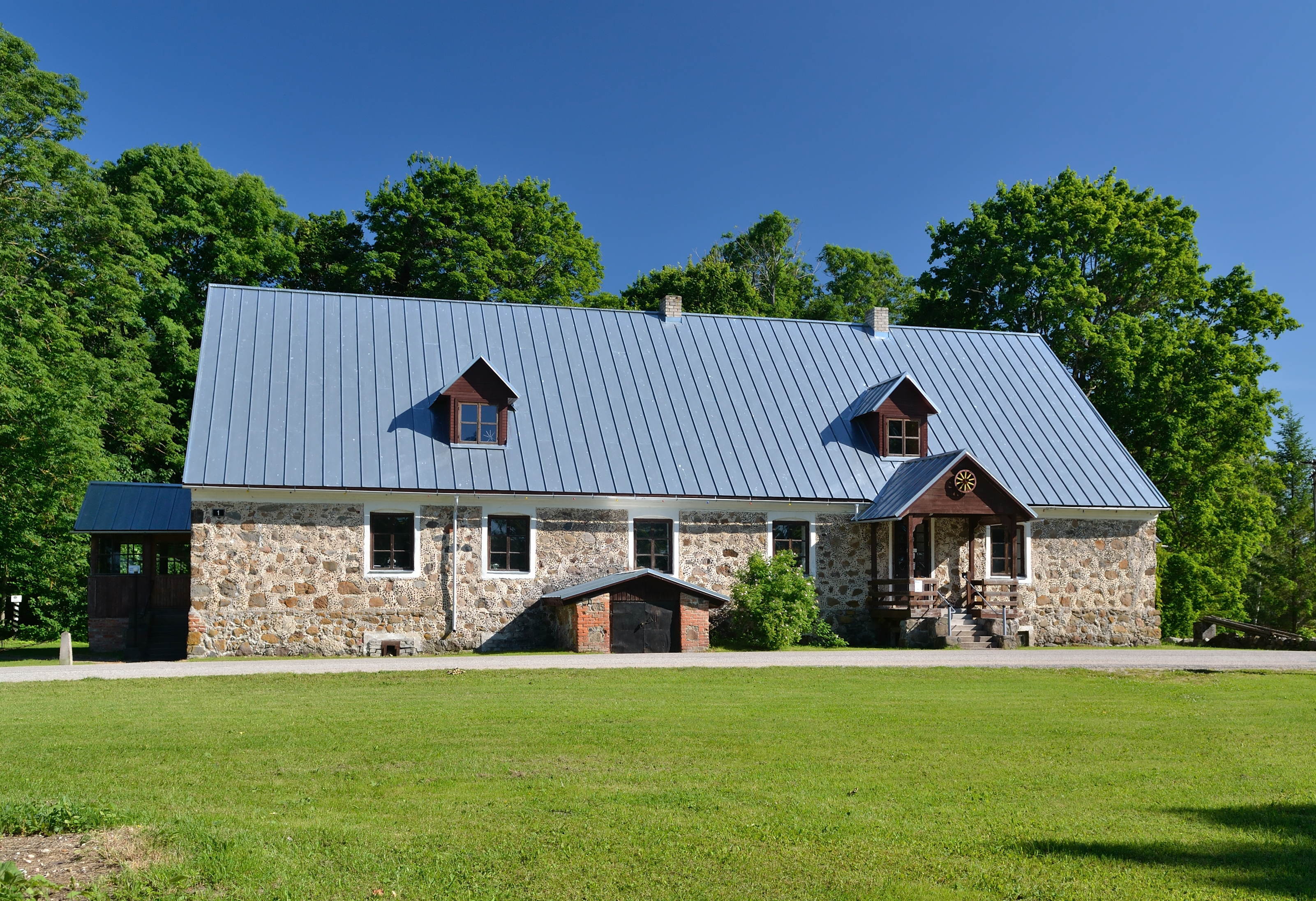

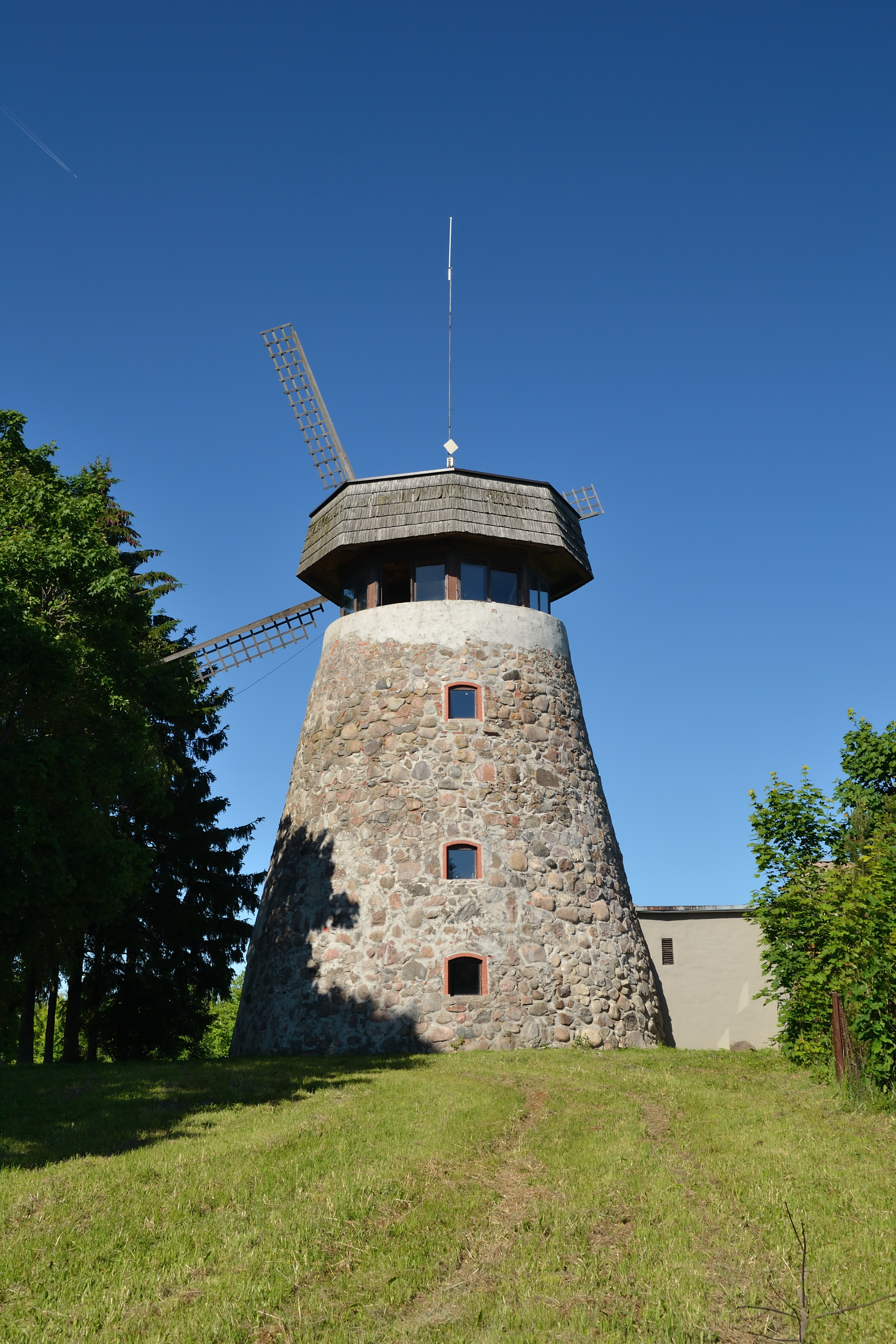

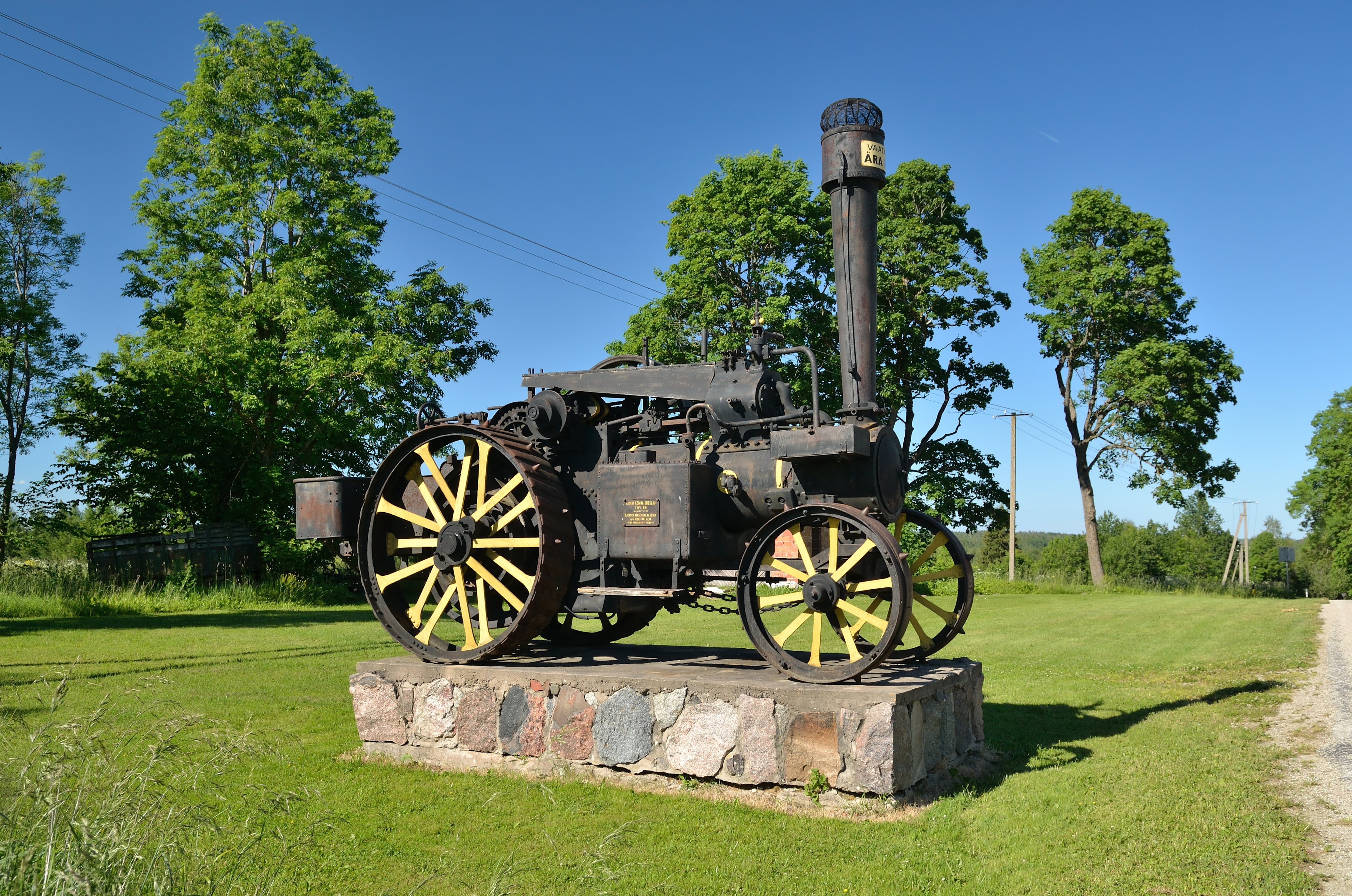

塔比韋雷，是愛沙尼亞塔尔图县塔尔图市镇内的小鎮，位於該國東部，曾是原属約格瓦縣的塔比韋雷市镇的行政中心，處於薩德湖附近，距離首都塔林東南面140公里，海拔高度68米，2011年該小鎮人口971。
58°33′N 26°36′E / 58.550°N 26.600°E